# チンゴラ
チンゴラ(Chingola)は、ザンビア中部のカッパーベルト州の都市。
2016年の人口は22万7900人。
ンドラに次いで4番目に人口が多い。
標高1,363mの高原上にある。
州北部に位置し、カッパーベルト州の6大都市の一つである。
町に隣接して世界第2の規模を持つ露天掘り鉱山であるンチャンガ銅山があり、銅の採掘及び精錬が町の主産業となっている。
ザンビア鉄道が南のキトウェとチンゴラを結んでいる。
また、道路がコンゴ民主共和国のルブンバシまで通じている。